# Шрамм, Хильда
Хильда Шрамм (урождённая Шпеер; 17 апреля 1936) — немецкий политик из блока Союз 90 / Зелёные. На международном уровне она наиболее известна как дочь немецкого архитектора и высокопоставленного чиновника нацистской партии Альберта Шпеера (1905—1981) и младшая сестра Альберта Шпеера-младшего (1934—2017).

## Биография
Подростком Шрамм выиграла конкурс на стипендию на обучение в США. Правительство США первоначально отказало ей в визе, но изменило свое решение под давлением общественного мнения, в том числе с учётом предложений гостеприимства от нескольких семей (некоторые из них были евреями).
Шрамм стала видным европейским политиком, и приняла активное участие в помощи жертвам антисемитизма и преступлений нацистов. В 1994 году она была награждена премией Моисея Мендельсона города Берлина за свою деятельность.
Шрамм активно занимается политикой и была местным лидером Партии зелёных в Берлине. Она была членом Палаты представителей Берлина с 1985 по 1987 и с 1989 по 1991 год и её вице-президентом с 1989 по 1990 год.
Шрамм вела длительную переписку со своим отцом, пока тот находился в тюрьме Шпандау, из которой он был освобождён в октябре 1966 года.